# 라시나구

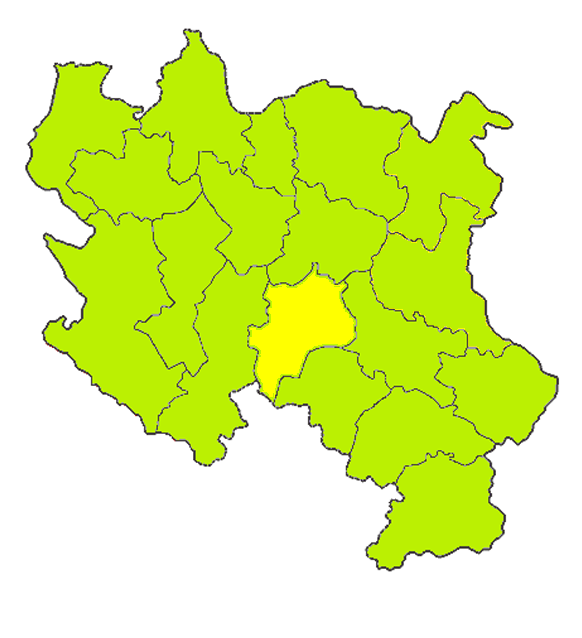
라시나 구의 위치

라시나구(세르비아어: Расински округ, Rasinski okrug)는 세르비아 중부에 위치한 구로 행정 중심지는 크루셰바츠이며 면적은 2,667km2, 인구는 241,999명(2011년 인구 조사 기준), 인구 밀도는 96.0명/km2이다.

## 지방 자치체
6개 지방 자치체와 5개 군, 291개 마을을 관할한다.
- 바르바린 (Varvarin)
- 트르스테니크 (Trstenik)
- 치체바츠 (Ćićevac)
- 크루셰바츠 (Kruševac)
- 알렉산드로바츠 (Aleksandrovac)
- 브루스 (Brus)

## 인구
인구와 민족 분포는 2002년 인구 조사를 기준으로 한다.
- 세르비아인: 252,925명
- 로마인: 2,272명

| 연도  | 인구    | ±% p.a. |
| ----- | ------- | ------- |
| 1948  | 225,212 | —       |
| 1953  | 240,876 | +1.35%  |
| 1961  | 251,575 | +0.54%  |
| 1971  | 265,521 | +0.54%  |
| 1981  | 281,455 | +0.58%  |
| 1991  | 283,108 | +0.06%  |
| 2002  | 259,441 | −0.79%  |
| 2011  | 241,999 | −0.77%  |
| 출처: |         |         |

## 같이 보기
- 세르비아의 행정 구역